# Waksmundzkie Oka
Die Waksmund-Augen (pl. Waksmundzkie Oka) in Polen sind zwei Gletscherseen im  Waksmund-Tal (pl. Dolina Waksmundzka) in der Hohen Tatra. Sie befinden sich in der Gemeinde Bukowina Tatrzańska. 